# Zamburak
Un zamburak (en persan : زمبورک, terme signifiant  « guêpe ») est une pièce d'artillerie du début de l'époque moderne, constituée d’un pierrier monté sur dromadaire, qui fait partie de la catégorie de l'artillerie automotrice.  Le servant d'un zamburak est connu sous le nom de zamburakchi.
Cette pièce d'armement a été utilisée par les États qu'on a appelés empires de la poudre à canon (en), en particulier l'empire iranien des  Séfévides puis celui des Afcharides, qui l'ont adoptée en raison du relief du plateau Iranien qui rendait difficile le transport des canons lourds.
Le zamburak est devenu une arme mortelle au XVIIIe siècle. Les Pachtounes l'utilisèrent avec une efficacité meurtrière lors de la bataille de Gulnabad, mettant ainsi en déroute une armée séfévide supérieure en nombre. Il  a également été employé avec succès dans les campagnes de Nâdir Châh (en).  Nâdir Châh et le génie militaire ont en effet engagé un corps de zamburak en parallèle à un corps d'artillerie équipé de canons conventionnels, ce qui eut un effet dévastateur dans plusieurs batailles, comme celles de  Damghan (1729), de Yeghevārd (1735) ou encore de Karnal (1739).